# Kardinalskollegium
Als Kardinalskollegium (bis 1983 Heiliges Kardinalskollegium) wird die Gesamtheit aller Kardinäle der römisch-katholischen Kirche bezeichnet.

## Geschichte
Der Ursprung des Kardinalskollegiums und dessen Gliederung in die drei Kardinalsklassen Kardinalbischof, Kardinalpriester und Kardinaldiakon liegt in den kirchlichen Verhältnissen des Bistums Rom im 8. Jahrhundert begründet. Papst Stephan III. bestimmte, dass abwechselnd die sieben Bischöfe der umgebenden (suburbikarischen) Bistümer Ostia, Porto und Silva Candida, Albano, Frascati und Tusculum, Velletri, Prenestre (Palestrina) sowie Sabina in der Lateranbasilika, der damaligen Hauptkirche des Bistums Rom, den liturgischen Wochendienst wahrzunehmen hatten. Diese Bischöfe wurden daher als episcopi cardinalis bezeichnet.
Die Kardinalsklasse der Kardinalpriester entstammt der Gruppe von römischen Presbytern, die an den römischen Hauptbasiliken St. Petrus, St. Paulus, Santa Maria Maggiore und San Lorenzo tätig waren. Sie wirkten als Priester an so genannten „Titelkirchen“, Hauskirchen, die von einem Hausherren mit einem titulus, der spätrömischen Bezeichnung für ein Anwesen, versehen und dem kirchlichen Gebrauch übergeben worden waren. Ab dem 5. Jahrhundert wurde der älteste Priester einer solchen, aus einem titulus hervorgegangenen Kirche als presbyter cardinalis bezeichnet.
Der Ursprung der Kardinalsklasse der Kardinaldiakone liegt bei den in Rom tätigen Diakonen. Sie waren sowohl in der päpstlichen Verwaltung als auch in den sieben römischen Diakonien tätig, ihre Aufgaben lagen in der Armenfürsorge, der Krankenpflege und der Beherbergung Fremder. Sie bezeichneten sich bis ins 11. Jahrhundert nicht als „Kardinal“, sondern als Diaconi Sanctae Romanae Ecclesia.

## Aufgaben

### „Senat des Papstes“
Die Mitglieder des Kardinalskollegiums stehen dem Papst einzeln oder als Gemeinschaft, z. B. in den Konsistorien, bei der Leitung der Weltkirche zur Seite. Auf diese Weise kommt den Kardinälen eine beratende Funktion zu. Die früher benutzte Deklaration dieses Gremiums als „Senat des Papstes“ wird im Kirchenrecht heute nicht mehr benutzt, um Parallelen zu weltlichen Regierungsinstitutionen zu vermeiden. Jedoch kommt dieser Begriff in der Literatur sowie in offiziellen päpstlichen Verlautbarungen und Urkunden gelegentlich noch vor.

### Sedisvakanz
Die wichtigste Aufgabe des Kardinalskollegiums ist die Papstwahl. Darüber hinaus legt die Apostolische Konstitution Universi Dominici Gregis Johannes Pauls II. fest, dass während der Sedisvakanz die Leitung der Kirche dem Kardinalskollegium obliegt. Allerdings sind die Befugnisse hier auf die Erledigung von Verwaltungstätigkeiten, die Entscheidung dringender, nicht aufschiebbarer Angelegenheiten und die Vorbereitung der Wahl eines neuen Papstes beschränkt. Genauso verhält es sich im Grundgesetz des Staates der Vatikanstadt, das dem Kollegium alle Rechte des Papstes als Staatsoberhaupt der Vatikanstadt mit diesen Einschränkungen einräumt. Das Kirchenrecht schränkt die Befugnisse des Kardinalskollegiums insoweit ein, als es Amtshandlungen, die allein dem Papst vorbehalten sind, oder Entscheidungen durch die Kardinäle, die das Recht der Kirche, des Apostolischen Stuhls, die Änderung der Papstwahlordnung oder anderer päpstlicher Gesetze betreffen, ausdrücklich untersagt.
Vom ersten Tag der Sedisvakanz bis zum Einzug in das Konklave versammelt sich das Kardinalskollegium meist täglich zu den sogenannten Generalkongregationen, um die wichtigsten Angelegenheiten zu besprechen. Während am Konklave selbst nur Kardinäle teilnehmen dürfen, die das 80. Lebensjahr zum Zeitpunkt des Beginns der Sedisvakanz noch nicht vollendet hatten, dürfen an den Generalkongregationen auch die über 80-jährigen Mitglieder des Kardinalskollegiums aktiv mitwirken.

## Zusammensetzung
Im Kardinalskollegium sind alle an der Kurie tätigen Kardinäle, alle Kardinäle, die ein Erzbistum oder Bistum leiten, sowie alle aus dem aktiven Leitungsdienst ausgeschiedenen und sonstige Kardinäle vertreten.
Es existiert heute keine festgelegte Höchstzahl der Mitglieder mehr. Dennoch soll gemäß der von Papst Johannes Paul II. verfassten Apostolischen Konstitution Universi Dominici Gregis die Anzahl der wahlberechtigten, d. h. unter 80-jährigen Kardinäle, die Höchstzahl von 120 nicht überschreiten. Jedoch hatte sich schon Johannes Paul II. selbst in den Konsistorien von 1998 und 2001 über diese Norm hinweggesetzt und diese Anzahl zeitweise überschritten. Auch spätere Päpste überschritten diese Zahl. Zur Konklave 2025 lag sie mit 133 erstmals auch bei einer Konklave über 120.
Das Kardinalskollegium ist in drei Klassen (ordines) unterteilt (Kardinalbischöfe, Kardinalpriester und Kardinaldiakone).
Der Vorsitzende des Kardinalskollegiums wird Kardinaldekan genannt; derzeitiger Amtsinhaber ist seit Januar 2020 Giovanni Battista Re. Sein Stellvertreter, Kardinalsubdekan genannt, ist Leonardo Sandri.